# Ủy ban nhân dân tỉnh Việt Nam
Ủy ban nhân dân cấp Tỉnh do Hội đồng nhân dân cấp tỉnh, thành phố bầu ra là cơ quan chấp hành của Hội đồng nhân dân, cơ quan hành chính nhà nước ở địa phương, chịu trách nhiệm trước Hội đồng nhân dân tỉnh, thành phố và cơ quan nhà nước cấp trên.
Ủy ban nhân dân cấp tỉnh, thành phố chịu trách nhiệm chấp hành Hiến pháp, luật, các văn bản của cơ quan nhà nước cấp trên và nghị quyết của Hội đồng nhân dân cấp tỉnh, thành phố nhằm bảo đảm thực hiện chủ trương, biện pháp phát triển kinh tế - xã hội, củng cố quốc phòng, an ninh và thực hiện các chính sách khác trên địa bàn.

## Nhiệm vụ quyền hạn UBND Tỉnh[1]

### Kinh tế[1]
1. Xây dựng quy hoạch tổng thể phát triển kinh tế - xã hội, phát triển ngành, phát triển đô thị và nông thôn trong phạm vi quản lý; xây dựng kế hoạch dài hạn và hàng năm về phát triển kinh tế - xã hội của tỉnh trình Hội đồng nhân dân thông qua để trình Chính phủ phê duyệt;
2. Tham gia với các bộ, ngành trung ương trong việc phân vùng kinh tế; xây dựng các chương trình, dự án của bộ, ngành trung ương trên địa bàn tỉnh; tổ chức và kiểm tra việc thực hiện các nhiệm vụ thuộc chương trình, dự án được giao;
3. Lập dự toán thu ngân sách nhà nước trên địa bàn; lập dự toán thu, chi ngân sách địa phương; lập phương án phân bổ dự toán ngân sách của cấp mình trình Hội đồng nhân dân cùng cấp quyết định; lập dự toán điều chỉnh ngân sách địa phương trong trường hợp cần thiết; quyết toán ngân sách địa phương trình Hội đồng nhân dân cùng cấp xem xét theo quy định của pháp luật;
4. Chỉ đạo, kiểm tra cơ quan thuế và cơ quan được Nhà nước giao nhiệm vụ thu ngân sách tại địa phương theo quy định của pháp luật;
5. Xây dựng đề án thu phí, lệ phí, các khoản đóng góp của nhân dân và mức huy động vốn trình Hội đồng nhân dân quyết định;
6. Xây dựng đề án phân cấp chi đầu tư xây dựng các công trình kết cấu hạ tầng kinh tế - xã hội của địa phương theo quy định của pháp luật để trình Hội đồng nhân dân quyết định; tổ chức, chỉ đạo thực hiện đề án sau khi được Hội đồng nhân dân thông qua;
7. Lập quỹ dự trữ tài chính theo quy định của pháp luật trình Hội đồng nhân dân cùng cấp và báo cáo cơ quan tài chính cấp trên;
8. Thực hiện quyền đại diện chủ sở hữu phần vốn góp của Nhà nước tại doanh nghiệp và quyền đại diện chủ sở hữu về đất đai tại địa phương theo quy định của pháp luật.

### Nông lâm ngư nghiệp[1]
1. Chỉ đạo và kiểm tra việc thực hiện quy hoạch, kế hoạch phát triển nông nghiệp, lâm nghiệp, ngư nghiệp, thủy lợi; các chương trình khuyến nông, khuyến lâm, khuyến ngư; phát triển sản xuất và bảo vệ cây trồng, vật nuôi trên địa bàn tỉnh;
2. Chỉ đạo thực hiện và kiểm tra việc sản xuất, sử dụng giống cây trồng, vật nuôi, thức ăn gia súc, thuốc bảo vệ thực vật, phân bón, thuốc thú y và các chế phẩm sinh học phục vụ nông nghiệp;
3. Lập quy hoạch, kế hoạch sử dụng đất để trình Hội đồng nhân dân cùng cấp thông qua trước khi trình Chính phủ xét duyệt; xét duyệt quy hoạch, kế hoạch sử dụng đất đai của Uỷ ban nhân dân cấp dưới trực tiếp; quyết định việc giao đất, thu hồi đất, cho thuê đất, giải quyết các tranh chấp đất đai; thanh tra việc quản lý, sử dụng đất và các nhiệm vụ khác theo quy định của pháp luật;
4. Chỉ đạo thực hiện và kiểm tra việc trồng rừng, bảo vệ rừng đầu nguồn, rừng đặc dụng, rừng phòng hộ theo quy hoạch; tổ chức khai thác rừng theo quy định của Chính phủ; chỉ đạo thực hiện và kiểm tra việc nuôi trồng, đánh bắt, chế biến và bảo vệ nguồn lợi thủy sản;
5. Chỉ đạo và kiểm tra việc khai thác, bảo vệ nguồn tài nguyên nước; xây dựng, khai thác, bảo vệ các công trình thủy lợi vừa và nhỏ; quản lý, bảo vệ hệ thống đê điều, các công trình phòng, chống lũ lụt; chỉ đạo và huy động lực lượng chống và khắc phục hậu quả thiên tai, bão lụt trên địa bàn tỉnh.

### Công nghiệp[1]
1. Xây dựng quy hoạch, kế hoạch phát triển công nghiệp, tiểu thủ công nghiệp của tỉnh; tổ chức quản lý nhà nước đối với các doanh nghiệp công nghiệp, tiểu thủ công nghiệp trên địa bàn tỉnh theo thẩm quyền;
2. Tổ chức thực hiện các chương trình, dự án phát triển công nghiệp, xây dựng và phát triển các khu công nghiệp, khu chế xuất, khu kinh tế theo quy hoạch đã được phê duyệt; chỉ đạo, kiểm tra việc xây dựng và phát triển các cụm công nghiệp, thương mại, dịch vụ, du lịch và các ngành, nghề, làng nghề truyền thống trên địa bàn tỉnh; phát triển cơ sở chế biến nông, lâm, thủy sản và các cơ sở công nghiệp khác;
3. Tổ chức thực hiện việc bảo vệ tài nguyên khoáng sản chưa khai thác ở địa phương; tổ chức và kiểm tra việc khai thác tận thu ở địa phương.

### Giao thông[1]
1. Chỉ đạo, kiểm tra việc xây dựng và thực hiện quy hoạch, kế hoạch phát triển mạng lưới giao thông của tỉnh phù hợp với tổng sơ đồ phát triển và quy hoạch chương trình giao thông vận tải của trung ương;
2. Tổ chức quản lý công trình giao thông đô thị, đường bộ và đường thủy nội địa ở địa phương theo quy định của pháp luật;
3. Tổ chức thực hiện việc kiểm tra, giám định kỹ thuật an toàn các loại phương tiện cơ giới đường bộ, đường thủy nội địa; kiểm tra, cấp giấy phép lưu hành xe, các phương tiện giao thông đường thủy nội địa và giấy phép lái xe theo quy định của pháp luật;
4. Tổ chức, chỉ đạo công tác thanh tra, bảo vệ công trình giao thông và bảo đảm an toàn giao thông trên địa bàn tỉnh.

### Xây dựng[1]
1. Tổ chức việc lập, trình duyệt hoặc xét duyệt theo thẩm quyền các quy hoạch xây dựng vùng, xây dựng đô thị trên địa bàn tỉnh; quản lý kiến trúc, xây dựng, đất xây dựng theo quy hoạch đã được duyệt; phê duyệt kế hoạch, dự án đầu tư các công trình xây dựng thuộc thẩm quyền; quản lý công tác xây dựng và cấp phép xây dựng trên địa bàn tỉnh;
2. Quản lý đầu tư, khai thác, sử dụng các công trình kỹ thuật hạ tầng đô thị, khu đô thị, điểm dân cư nông thôn; quản lý việc thực hiện các chính sách về nhà ở, đất ở; quản lý quỹ nhà thuộc sở hữu nhà nước do Chính phủ giao;
3. Xây dựng quy hoạch, kế hoạch phát triển vật liệu xây dựng; quản lý việc khai thác và sản xuất, kinh doanh vật liệu xây dựng trên địa bàn tỉnh theo thẩm quyền.

### Thương mại dịch vụ[1]
1. Lập quy hoạch, kế hoạch phát triển mạng lưới thương mại, dịch vụ, du lịch; hướng dẫn, sắp xếp mạng lưới thương mại, dịch vụ, du lịch trên địa bàn; tham gia hợp tác quốc tế về thương mại, dịch vụ, du lịch theo quy định của pháp luật;
2. Cấp, thu hồi giấy phép kinh doanh du lịch, khu du lịch, điểm du lịch, khách sạn, lữ hành nội địa của tỉnh theo quy định của pháp luật;
3. Tổ chức quản lý xuất khẩu, nhập khẩu theo quy định của pháp luật; chỉ đạo công tác quản lý thị trường;
4. Quy định các quy tắc về an toàn và vệ sinh trong hoạt động thương mại, dịch vụ, du lịch;
5. Tổ chức thanh tra, kiểm tra việc chấp hành quy định của pháp luật về hoạt động thương mại, dịch vụ và du lịch.

### Giáo dục đào tạo[1]
1. Quản lý nhà nước đối với các loại hình trường, lớp được giao trên địa bàn tỉnh; trực tiếp quản lý các trường cao đẳng sư phạm, trường trung học chuyên nghiệp, trường trung học phổ thông, trường bổ túc văn hoá; đào tạo, bồi dưỡng đội ngũ giáo viên trong tỉnh từ trình độ cao đẳng sư phạm trở xuống; cho phép thành lập các trường ngoài công lập theo quy định của pháp luật;
2. Quản lý và kiểm tra việc thực hiện về tiêu chuẩn giáo viên, quy chế thi cử và việc cấp văn bằng theo quy định của pháp luật;
3. Thực hiện thanh tra, kiểm tra công tác giáo dục, đào tạo trên địa bàn tỉnh theo quy định của pháp luật.

### Văn hóa thể thao[1]
1. Quản lý nhà nước đối với các hoạt động văn hoá, thông tin, quảng cáo, báo chí, xuất bản, thể dục thể thao theo quy định của pháp luật; tổ chức và quản lý các đơn vị sự nghiệp về văn hoá, thông tin, thể dục thể thao, phát thanh, truyền hình của tỉnh;
2. Tổ chức hoặc được uỷ quyền tổ chức các cuộc triển lãm, hội chợ, sinh hoạt văn hoá, thể dục thể thao quốc gia, quốc tế trên địa bàn tỉnh;
3. Chỉ đạo và tổ chức thực hiện công tác bảo vệ, trùng tu, bảo tồn các di tích lịch sử - văn hoá và danh lam thắng cảnh, công trình văn hoá, nghệ thuật theo thẩm quyền; hướng dẫn xây dựng nếp sống văn minh, gia đình văn hoá;
4. Kiểm tra, ngăn chặn việc kinh doanh, lưu hành sách báo, văn hoá phẩm phản động, đồi trụy.

### Y tế xã hội[1]
1. Quản lý hoạt động của các đơn vị y tế thuộc tỉnh và cấp giấy phép hành nghề y, dược tư nhân;
2. Chỉ đạo và kiểm tra việc tổ chức thực hiện biện pháp bảo vệ sức khoẻ nhân dân; bảo vệ, chăm sóc người già, người tàn tật, trẻ mồ côi không nơi nương tựa; bảo vệ, chăm sóc bà mẹ, trẻ em; thực hiện chính sách dân số và kế hoạch hoá gia đình;
3. Chỉ đạo và kiểm tra việc thực hiện chính sách ưu đãi, chăm sóc và giúp đỡ thương binh, bệnh binh, gia đình liệt sĩ, những người và gia đình có công với nước;
4. Thực hiện kế hoạch, biện pháp về sử dụng lao động và giải quyết các quan hệ lao động; giải quyết việc làm, điều động dân cư trong phạm vi tỉnh;
5. Thực hiện chính sách bảo hộ lao động, bảo hiểm xã hội, cứu trợ xã hội, xoá đói, giảm nghèo, cải thiện đời sống nhân dân; hướng dẫn thực hiện công tác từ thiện, nhân đạo; phòng, chống các tệ nạn xã hội và dịch bệnh ở địa phương.

### Khoa học, Công nghệ và Môi trường[1]
1. Chỉ đạo và kiểm tra việc thực hiện các nhiệm vụ, kế hoạch cụ thể phát triển khoa học, công nghệ và bảo vệ môi trường; thực hiện các biện pháp khuyến khích việc nghiên cứu, phát huy sáng kiến cải tiến kỹ thuật, ứng dụng các tiến bộ khoa học và công nghệ phục vụ sản xuất và đời sống;
2. Chỉ đạo và kiểm tra việc thực hiện các biện pháp quản lý và sử dụng đất đai, rừng núi, sông hồ, nguồn nước, tài nguyên trong lòng đất, nguồn lợi ở vùng biển tại địa phương theo quy định của pháp luật;
3. Quản lý các chương trình, đề tài nghiên cứu khoa học cấp tỉnh hoặc được cấp trên giao; quản lý hoạt động chuyển giao công nghệ, tham gia giám định nhà nước về công nghệ đối với các dự án đầu tư quan trọng ở địa phương;
4. Chỉ đạo, tổ chức thực hiện và kiểm tra việc bảo vệ, cải thiện môi trường; phòng, chống, khắc phục hậu quả thiên tai, bão lụt, suy thoái môi trường, ô nhiễm môi trường và xác định trách nhiệm phải xử lý về môi trường đối với tổ chức, cá nhân theo quy định của pháp luật;
5. Chỉ đạo, thanh tra, kiểm tra việc thực hiện các quy định của pháp luật về tiêu chuẩn đo lường và chất lượng sản phẩm; an toàn và kiểm soát bức xạ; sở hữu công nghiệp; việc chấp hành chính sách, pháp luật về khoa học, công nghệ và bảo vệ môi trường ở địa phương; ngăn chặn việc sản xuất, lưu hành hàng giả và bảo vệ lợi ích của người tiêu dùng.

### Quốc phòng an ninh[1]
1. Bảo đảm an ninh chính trị, trật tự, an toàn xã hội, xây dựng lực lượng Công an nhân dân; chỉ đạo công tác đấu tranh phòng ngừa và chống tội phạm, chống tham nhũng, chống buôn lậu và gian lận thương mại; bảo vệ bí mật nhà nước, xây dựng phong trào quần chúng bảo vệ an ninh, trật tự, an toàn xã hội; quản lý và kiểm tra việc vận chuyển, sử dụng vũ khí, chất nổ, chất dễ cháy, chất độc, chất phóng xạ; quản lý các nghề kinh doanh đặc biệt theo quy định của pháp luật;
2. Chỉ đạo, kiểm tra việc thực hiện các quy định của pháp luật về quản lý hộ khẩu; quản lý việc cư trú, đi lại của người nước ngoài ở địa phương;
3. Thực hiện các biện pháp xây dựng lực lượng vũ trang và quốc phòng toàn dân; chỉ đạo công tác giáo dục quốc phòng toàn dân trong nhân dân và trường học ở địa phương; tổ chức, chỉ đạo thực hiện kế hoạch xây dựng tỉnh thành khu vực phòng thủ vững chắc; chỉ đạo việc xây dựng và hoạt động tác chiến của bộ đội địa phương, dân quân tự vệ; chỉ đạo và kiểm tra việc tổ chức thực hiện Luật nghĩa vụ quân sự; xây dựng lực lượng dự bị động viên và huy động lực lượng khi cần thiết, đáp ứng yêu cầu của địa phương và cả nước trong mọi tình huống;
4. Chỉ đạo, tổ chức thực hiện nhiệm vụ hậu cần tại chỗ, chính sách hậu phương quân đội và chính sách đối với lực lượng vũ trang nhân dân ở địa phương; thực hiện việc kết hợp quốc phòng, an ninh với kinh tế, kinh tế với quốc phòng, an ninh; tổ chức quản lý, bảo vệ công trình quốc phòng và khu quân sự trên địa bàn tỉnh.

### Chính sách dân tộc[1]
1. Tổ chức, chỉ đạo, kiểm tra việc thực hiện pháp luật và chính sách dân tộc; tổ chức, chỉ đạo thực hiện biện pháp bảo đảm các điều kiện cải thiện đời sống vật chất và tinh thần, nâng cao dân trí của đồng bào các dân tộc thiểu số, vùng sâu, vùng xa và vùng có khó khăn đặc biệt;
2. Bảo đảm thực hiện quyền bình đẳng giữa các dân tộc, giữ gìn, tăng cường đoàn kết và tương trợ, giúp đỡ lẫn nhau giữa các dân tộc ở địa phương;
3. Xây dựng và tổ chức thực hiện các chương trình, dự án của tỉnh đối với các vùng đồng bào dân tộc thiểu số, vùng sâu, vùng xa và vùng có khó khăn đặc biệt;
4. Xem xét và giải quyết việc đề nghị sửa chữa các công trình thờ tự, tín ngưỡng, tôn giáo của nhân dân ở địa phương theo quy định của pháp luật; xử lý hành vi xâm phạm tự do tín ngưỡng, tôn giáo hoặc lợi dụng tín ngưỡng, tôn giáo để làm trái pháp luật và chính sách của Nhà nước theo quy định của pháp luật.

### Pháp luật[1]
1. Tổ chức, chỉ đạo và kiểm tra việc thi hành Hiến pháp, luật, các văn bản quy phạm pháp luật của cơ quan nhà nước cấp trên và nghị quyết của Hội đồng nhân dân cùng cấp; tổ chức thực hiện công tác tuyên truyền, giáo dục pháp luật ở địa phương;
2. Chỉ đạo thực hiện các biện pháp bảo vệ tài sản của cơ quan, tổ chức, bảo vệ tính mạng, tự do, danh dự, nhân phẩm, tài sản, các quyền và lợi ích hợp pháp khác của công dân;
3. Tổ chức, chỉ đạo công tác thanh tra nhà nước, tổ chức tiếp dân, giải quyết khiếu nại, tố cáo và kiến nghị của công dân theo quy định của pháp luật;
4. Tổ chức, chỉ đạo công tác thi hành án ở địa phương theo quy định của pháp luật;
5. Tổ chức, chỉ đạo việc quản lý hộ tịch; thực hiện công tác công chứng, giám định tư pháp, quản lý tổ chức Luật sư và tư vấn pháp luật theo quy định của pháp luật;
6. Tổ chức đăng ký, quản lý hộ tịch có yếu tố nước ngoài.

### Xây dựng chính quyền[1]
1. Tổ chức, chỉ đạo thực hiện công tác bầu cử đại biểu Quốc hội, đại biểu Hội đồng nhân dân theo quy định của pháp luật;
2. Xây dựng đề án thành lập các cơ quan chuyên môn thuộc Uỷ ban nhân dân theo hướng dẫn của Chính phủ trình Hội đồng nhân dân quyết định;
3. Quy định tổ chức bộ máy và nhiệm vụ, quyền hạn cụ thể của cơ quan chuyên môn thuộc Uỷ ban nhân dân cấp mình;
4. Quyết định thành lập các đơn vị sự nghiệp, dịch vụ công trên cơ sở quy hoạch và hướng dẫn của cơ quan nhà nước có thẩm quyền; thực hiện quản lý nhà nước đối với cơ quan, tổ chức, đơn vị của trung ương đóng trên địa bàn tỉnh;
5. Cho phép thành lập, giải thể, cổ phần hoá các doanh nghiệp nhà nước; cấp, thu hồi giấy phép thành lập doanh nghiệp, công ty; cho phép các tổ chức kinh tế trong nước đặt văn phòng đại diện, chi nhánh hoạt động trên địa bàn tỉnh theo quy định của pháp luật;
6. Cho phép lập hội; quản lý, hướng dẫn và kiểm tra việc thành lập và hoạt động của các hội theo quy định của pháp luật;
7. Quyết định phân bổ chỉ tiêu biên chế hành chính, sự nghiệp đối với các đơn vị trực thuộc và Uỷ ban nhân dân cấp huyện; chỉ đạo, kiểm tra việc thực hiện cơ chế tự chủ, tự chịu trách nhiệm về nhiệm vụ, tài chính và tổ chức đối với các đơn vị sự nghiệp theo phân cấp của Chính phủ;
8. Tổ chức đào tạo và đào tạo lại đội ngũ cán bộ, công chức nhà nước và cán bộ, công chức cấp xã, bồi dưỡng kiến thức quản lý nhà nước cho đại biểu Hội đồng nhân dân cấp huyện và cấp xã theo hướng dẫn của Chính phủ;
9. Xây dựng đề án thành lập mới, nhập, chia, điều chỉnh địa giới hành chính trình Hội đồng nhân dân cùng cấp thông qua để trình cấp có thẩm quyền xem xét, quyết định;
10. Chỉ đạo và kiểm tra việc quản lý hồ sơ, mốc, chỉ giới và bản đồ địa giới hành chính của tỉnh và các đơn vị hành chính trong tỉnh;
11. Xây dựng phương án đặt tên, đổi tên đường, phố, quảng trường, công trình công cộng trong tỉnh trình Hội đồng nhân dân xem xét, quyết định.

## Nhiệm vụ quyền hạn UBND Thành phố[1]
Ngoài các nhiệm vụ quyền hạn giống như UBND cấp Tỉnh như trên, UBND cấp Thành phố còn có các nhiệm vụ, quyền hạn thêm sau đây:
1. Tổ chức thực hiện biện pháp phát huy vai trò trung tâm kinh tế - xã hội của đô thị lớn trong mối liên hệ với các địa phương trong vùng, khu vực và cả nước theo phân cấp của Chính phủ;
2. Chỉ đạo, tổ chức thực hiện kế hoạch xây dựng các công trình kết cấu hạ tầng đô thị; lập quy hoạch tổng thể về xây dựng và phát triển đô thị trình Hội đồng nhân dân thông qua để trình Chính phủ phê duyệt;
3. Thực hiện chủ trương, biện pháp tạo nguồn tài chính, huy động vốn để phát triển đô thị; xây dựng và quản lý thống nhất cơ sở hạ tầng kỹ thuật đô thị theo quy định của pháp luật;
4. Trực tiếp quản lý quỹ đất đô thị; việc sử dụng quỹ đất đô thị phục vụ cho việc xây dựng cơ sở hạ tầng kỹ thuật đô thị theo quy định của pháp luật;
5. Quản lý nhà đô thị; quản lý việc kinh doanh nhà ở; sử dụng quỹ nhà ở thuộc sở hữu nhà nước của thành phố để phát triển nhà ở tại đô thị; chỉ đạo kiểm tra việc chấp hành pháp luật trong việc xây dựng nhà ở tại đô thị;
6. Hướng dẫn, sắp xếp mạng lưới thương mại, dịch vụ, du lịch đô thị;
7. Xây dựng kế hoạch và biện pháp giải quyết việc làm; phòng, chống các tệ nạn xã hội ở đô thị theo quy định của pháp luật;
8. Tổ chức, chỉ đạo thực hiện các biện pháp quản lý dân cư và tổ chức đời sống dân cư đô thị;
9. Tổ chức, chỉ đạo thực hiện nhiệm vụ bảo đảm trật tự công cộng, an toàn giao thông, chống ùn tắc giao thông; tổ chức phòng, chống cháy, nổ, bảo vệ môi trường và cảnh quan đô thị.

## Lãnh đạo
- Chủ tịch UBND: 1 người
- Phó Chủ tịch UBND: không quá 4 người (riêng Hà Nội và TPHCM có không quá 5 người)

## Tổ chức chung[2]

### Cơ quan chuyên môn
- Văn phòng
- Thanh tra
- Sở Nội vụ
- Sở Kế hoạch và đầu tư
- Sở Tài chính
- Sở Công thương
- Sở Giao thông vận tải
- Sở Xây dựng
- Sở Thông tin và truyền thông
- Sở Văn hóa, Thể thao và Du lịch/Sở Văn hóa và Thể thao và Sở Du lịch (tùy địa phương)
- Sở Khoa học và công nghệ
- Sở Giáo dục và đào tạo
- Sở Y tế
- Sở Tư pháp
- Sở Tài nguyên và Môi trường
- Sở Lao động thương binh và xã hội
- Sở Nông nghiệp và phát triển nông thôn
- Sở Ngoại vụ (tùy địa phương)
- Ban Dân tộc (tùy địa phương)
- Sở Quy hoạch Kiến trúc (ở TP.Hà Nội và TP.Hồ Chí Minh)
- Các Ban Chỉ đạo cấp tỉnh
- Các Ban Quản lý cấp tỉnh
- Đài Phát thanh Truyền hình tỉnh (riêng TPHCM có 1 đài phát thanh, 1 đài truyền hình)

### Ủy ban nhân dân trực thuộc
- Ủy ban nhân dân quận, huyện, thị xã, thành phố

### Đơn vị trực thuộc Bộ, cơ quan trung ương
- Bảo hiểm xã hội tỉnh, thành phố
- Bộ Chỉ huy quân sự tỉnh, thành phố (trừ Hà Nội và TPHCM)
- Bộ Chỉ huy Bộ đội biên phòng tỉnh, thành phố
- Ngân hàng Nhà nước chi nhánh cấp tỉnh, thành phố
- Kho bạc Nhà nước cấp tỉnh, thành phố
- Tòa án nhân dân tỉnh, thành phố
- Viện kiểm sát nhân dân tỉnh, thành phố
- Cục Thi hành án Dân sự tỉnh, thành phố
- Công an tỉnh, thành phố
- Cục Thống kê tỉnh, thành phố
- Cục Hải quan tỉnh, thành phố
- Cục Thuế tỉnh, thành phố
- Cục Quản lý thị trường tỉnh, thành phố